# 12530 Richardson
12530 Richardson este un asteroid din centura principală de asteroizi.

## Descriere
12530 Richardson este un asteroid din centura principală de asteroizi. A fost descoperit pe 22 mai 1998 la Socorro, New Mexico, în cadrul proiectului LINEAR. Asteroidul prezintă o orbită caracterizată de o semiaxă mare de 2,60 ua, o excentricitate de 0,06 și o înclinație de 5,6° în raport cu ecliptica.